# Georgetown (Idaho)
Pour les articles homonymes, voir Georgetown.
Georgetown est une ville américaine située dans le comté de Bear Lake en Idaho.
La ville est fondée au début des années 1870 par des colons mormons. Le lieu jusqu'alors nommé Twin Creeks prend le nom de Georgetown, en hommage à George Q. Cannon,. Elle devient une municipalité le 14 avril 1908.

## Démographie
| 1880 | 1890 | 1910 | 1920 | 1930 | 1940 |
| ---- | ---- | ---- | ---- | ---- | ---- |
| 134  | 412  | 410  | 456  | 391  | 463  |

| 1950 | 1960 | 1970 | 1980 | 1990 | 2000 |
| ---- | ---- | ---- | ---- | ---- | ---- |
| 404  | 551  | 421  | 544  | 558  | 538  |

| 2010 | - | - | - | - | - |
| ---- | - | - | - | - | - |
| 476  | - | - | - | - | - |

Selon le recensement de 2010, Georgetown compte 476 habitants. La municipalité s'étend sur 0,75 mille carré (1,94 km2).